# متغیر کنترل
متغیر کنترل (به انگلیسی: Control variable) متغیری است که به منظور حصول اطمینان از اینکه آیا روی روابط بین متغیرهای مستقل و وابسته تأثیر دارد یا خیر، ثابت نگه داشته می‌شود.